# Тадаміцу Кісімото
Тадаміцу Кісімото (7 травня 1939 , Осака ) — японський імунолог. 
Емерит-професор Осакського університету, випускником якого є і де пройшов шлях до президента (1997-2003).
Відомий дослідженнями IgM та цитокінів (інтерлейкін-6).
Входить до списку Інституту наукової інформації (ISI) як високоцитований біолог, а також він входить у першу десятку h-індексу живих біологів.

## Біографія
Закінчив медичний факультет Осакського університету (1964)

і потім пройшов однорічну інтернатуру в університетській лікарні, у цьому ж університеті здобув докторський ступінь з медицини в 1969 році, займавшись з 1965 року. 
1969 — 1972 викладач Університету Кюсю. 
З 1970 по 1974 рік постдок в Університеті Джона Гопкінса, працював там під керівництвом Кімісіге Ішізака (першовідкривача IgE), спочатку фело-дослідник, а з 1973 року – викладач. 
З 1974 до альма-матер: доцент медицини, з 1979 професор, 1995 — 1997 декан медичного факультету, з 1997 по 2003 президент університету, на початок 2020-х емерит-професор. 
З 2004 до 2006 року член Ради з науково-технічної політики Кабінету міністрів Японії. 
Президент Японського товариства імунології (1991, 1997), Міжнародного конгресу імунофармакології (1991), Міжнародне товариство досліджень інтерферону та цитокінів (1994), Японського товариства алергології (1997), Японського товариства клінічної імунології (1997), 14-го міжнародного конгресу (2010). 
Віце-президент Японської медичної асоціації (2002).
Автор близько 620 робіт, майже 140 оглядових статей (review).

## Нагороди та визнання
- 1982: премія Берінга-Кітасато, Hoechst AG[en];
- 1983: Осакська наукова премія;
- 1986: премія Ервіна фон Бельца;
- 1988: премія Такеда;
- 1988: премія Асахі[en];
- 1990: премія Японської медичної асоціації;
- 1990: заслужений діяч культури[en], Японія;
- 1991: премія за наукові досягнення Міжнародної асоціації алергології та клінічної імунології;
- 1991: іноземний член Національна академія наук США;
- 1992: почесний член Американської асоціації імунологів[en];
- 1992: Імператорська премія Японської академії наук[en];
- 1992: почесний громадянин міста Тондабаяші;
- 1992: новаторська премія з імунології[en] (спільно з Тошіо Хірано);
- 1995: член Японської академії;
- 1996: премія Евері Ландштейнера[de];
- 1997: іноземний член-кореспондент Інституту медицини Національної академії наук США;
- 1997: почесний член Американського товариства гематологів;
- 1998: орден культури[en];
- 1999: премія Дональда Селдіна, Міжнародне товариство нефрологів[en];
- 2000: Clarivate Citation Laureates за період 1981-;
- 2001: почесний доктор Технологічного університету Сантьяго, UTESA;
- 2001: почесний член Міжнародної асоціації стоматологічних досліджень;
- 2001: почесний професор Четвертого військово-медичного університету[en], Сіань, Китай;
- 2002: почесний член Всесвітнього інноваційного фонду;
- 2003: почесний доктор наук Університету Махідол[en];
- 2003: золота медаль Роберта Коха[en];
- 2004: Клеменс фон Пірке, почесний професор медицини та імунології, Каліфорнійський університет, Девіс;
- 2005: член Леопольдіни;
- 2006: почесні нагороди за життєві досягнення Міжнародного цитокінового товариства;
- 2009: премія Крафорда Шведської королівської АН (спільно з Тошіо Хірано);
- 2010: президентська премія Товариства клінічної імунології США;
- 2011: премія Японії (спільно з Тошіо Хірано);
- 2017: міжнародна премія короля Фейсала;
- 2019: премія Кейо з медицини[en];
- 2020: премія Тан;
- 2021: Clarivate Citation Laureates;

## Доробок
- K. Yamasaki, T. Taga, Y. Hirata, H. Yawata, Y. Kawanishi, B. Seed, T. Taniguchi, T. Hirano und T. Kishimoto: Cloning and expression of the human interleukin-6 (BSF-2/IFN beta 2) receptor. In: Science. Band 241, Nr. 4867, 12. August 1988, S. 825–828.
- S. Minamoto, K. Ikegame, K. Ueno, M. Narazaki, T. Naka, H. Yamamoto, T. Matsumoto, H. Saito, S. Hosoe und T. Kishimoto: Cloning and functional analysis of new members of STAT induced STAT inhibitor (SSI) family: SSI-2 and SSI-3. In: Biochem Biophys Res Commun. Band 237, Nr. 1, 8. August 1997, S. 79–83.
- M. Hibi, M. Murakami, M. Saito, T. Hirano, T. Taga und T. Kishimoto: Molecular cloning and expression of an IL-6 signal transducer, gp130. In: Cell. Band 63, Nr. 6, 21. Dezember 1990, S. 1149–57.
- T. Hirano, K. Yasukawa, H. Harada, T. Taga, Y. Watanabe, T. Matsuda, S. Kashiwamura, K. Nakajima, K. Koyama, A. Iwamatsu et al.: Complementary DNA for a novel human interleukin (BSF-2) that induces B lymphocytes to produce immunoglobulin. In: Nature. Band 324, Nr. 6092, 6.–12. November 1986, S. 73–76.